# ホアンマイ
ホアンマイ（ベトナム語：Thị xã Hoàng Mai / 市社黃梅）はベトナムのゲアン省にある町である。人口は2013年時点で105,105人、面積は169.75km2である。

## 行政区画
以下の5坊5社から構成される。
- マイフン坊（Mai Hùng / 梅雄）
- クインジー坊（Quỳnh Dị / 瓊易）
- クインフオン坊（Quỳnh Phương / 瓊芳）
- クインティエン坊（Quỳnh Thiện / 瓊善）
- クインスアン坊（Quỳnh Xuân / 瓊春）
- クインラップ社（Quỳnh Lập / 瓊立）
- クインリエン社（Quỳnh Liên / 瓊蓮）
- クインロック社（Quỳnh Lộc / 瓊祿）
- クインチャン社（Quỳnh Trang / 瓊莊）
- クインヴィン社（Quỳnh Vinh / 瓊榮）

座標: 北緯19度15分45秒 東経105度42分51秒 / 北緯19.26250度 東経105.71417度